# Fitzhugh Townsend
Samuel George Fitzhugh Townsend (Nueva York, abril de 1872-Nueva York, 11 de diciembre de 1906) fue un deportista estadounidense que compitió en esgrima, especialista en la modalidad de florete.
Participó en los Juegos Olímpicos de San Luis 1904, obteniendo una medalla de plata en la prueba por equipos.

## Palmarés internacional
| Juegos Olímpicos | Juegos Olímpicos          | Juegos Olímpicos | Juegos Olímpicos    |
| Año              | Lugar                     | Medalla          | Prueba              |
| ---------------- | ------------------------- | ---------------- | ------------------- |
| 1904             | San Luis (Estados Unidos) | Medalla de plata | Florete por equipos |